# بيل كارتر
بيل كارتر (بالإنجليزية: Bill Carter)‏ هو مخرج أمريكي، ولد في 1966.

## وصلات خارجية
- بيل كارتر على موقع IMDb (الإنجليزية)
- بيل كارتر على موقع كينوبويسك (الروسية)